# امزلوه
امزلوه (به آلمانی: Emseloh) یک منطقهٔ مسکونی در آلمان است که در آل‌اشتد واقع شده‌است. امزلوه  ۶۱۱ نفر جمعیت دارد.